# Fernet Branca
Fernet Branca (italsky: Fernet) je alkoholický nápoj řadící se mezi kořeněné bittery. Byl vyvinut macerováním 40 bylin a aromatických rostlin v lihu (mj. aloe, hořec, reveň, myrha, šafrán, pelyněk, bezinky, heřmánek a jiné) a destilací. Obsahuje 39 % až 42 % alkoholu v italské verzi, 43 % tradiční rakouský a 35 až 40 % česká varianta likérky Stock.

## Historie
Tento likér si objednala jako lék v době epidemie cholery milánská dáma Maria Scala, provdaná Branca. Žaludeční likér vyvinul její manžel, lékař Bernardino Branca. Dbal, aby v něm byly zastoupeny byliny s antiseptickým účinkem. Nápoj proto zprvu šířily lékárny. Brzy si fernet-branca získal takovou oblibu, že roku 1845 bratři Brancové založili k jeho výrobě lihovar. Podnikali s kapitálem paní Scalové, proto se do názvu firmy dostalo její dvojí příjmení Fernet – Branca. Byl distribuován do všech lokálů i kaváren v Rakouské monarchii a na území Itálie. Po celé Itálii od Milána po Sicílii jej propagovala vtipná reklama „Fernet Branca – káva Maurů“ (Fernet Branca – Caffé del Moro). Konkurence milánského fernetu v době monarchie vznikala na různých místech. Mimo jiné napodobitele roku 1884 založil v Terstu svůj slavný lihovar Lionello Stock. Jeho pobočka v Plzni vyrábí fernet dodnes.

## Současnost
Tento fernet vyrábí dodnes podle tajného receptu firma Fratelli Branca Distillerie S. r. L. v Miláně.. Od roku 1965 se prodává také verze mentolová a sladká.